# 파르나디 에디트

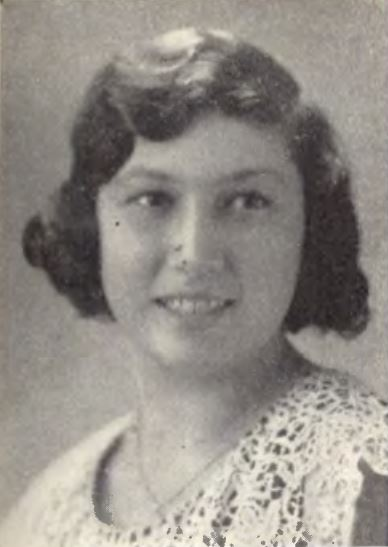

파르나디 에디트(헝가리어: Farnadi Edith, 1911년 9월 25일 ~ 1973년 12월 14일)는 헝가리의 피아니스트이다.
부다페스트에서 태어났다. 프란츠 리스트상을 두 번이나 받았다. 리스트, 차이콥스키, 라흐마니노프의 협주곡, 리스트의 <헝가리 랩소디>, <메피스트 왈츠>, <피아노 소나타>, 바르토크의 여러 작품이 모두 폐반(廢盤)되고, 드보르작의 <피아노 5중주곡> 음반만 발매되었다.